# Klæmint Olsen
Pour les articles homonymes, voir Olsen.
Klæmint Olsen, né le 17 juillet 1990 à Runavík aux îles Féroé, est un footballeur international féroïen, qui évolue au poste d'attaquant.

## Biographie

### Carrière en club
Avec le club du NSÍ Runavík, Klæmint Olsen dispute un match en Ligue des champions, et 12 matchs en Ligue Europa, pour un but inscrit,.
Il termine quatre fois meilleur buteur du championnat des îles Féroé, en 2013, 2014, 2015 et 2016. Avec le NSÍ Runavík, il remporte une fois le championnat des îles Féroé.

### Carrière internationale
Klæmint Olsen compte 9 sélections avec l'équipe des îles Féroé depuis 2012,. 
Il est convoqué pour la première fois en équipe des îles Féroé par le sélectionneur national Lars Olsen, pour un match des éliminatoires de la Coupe du monde 2014 contre l'Allemagne le 7 septembre 2012. Il entre à la 85e minute de la rencontre, à la place de Jóan Símun Edmundsson. Le match se solde par une défaite 3-0 des Féroïens.

## Statistiques
| Saison                | Club                  | Championnat           | Championnat | Championnat | Coupe(s) nationale(s) | Coupe(s) nationale(s) | Supercoupe | Supercoupe | Compétition(s) continentale(s) | Compétition(s) continentale(s) | Compétition(s) continentale(s) | Total | Total |
| Saison                | Club                  | Division              | M.          | B.          | M.                    | B.                    | M.         | B.         | Comp.                          | M.                             | B.                             | M.    | B.    |
| 2007                  | NSÍ Runavík           | D1                    | 5           | 0           | -                     | -                     | -          | -          | -                              | -                              | -                              | 5     | 0     |
| 2008                  | NSÍ Runavík           | D1                    | 9           | 0           | -                     | -                     | -          | -          | C1                             | 1                              | 0                              | 10    | 0     |
| 2009                  | NSÍ Runavík           | D1                    | 23          | 3           | 1                     | 0                     | -          | -          | C3                             | 2                              | 0                              | 26    | 3     |
| 2010                  | NSÍ Runavík           | D1                    | 25          | 11          | 1                     | 0                     | -          | -          | C3                             | 2                              | 0                              | 28    | 11    |
| 2011                  | NSÍ Runavík           | D1                    | 25          | 18          | 2                     | 1                     | -          | -          | C3                             | 2                              | 0                              | 29    | 19    |
| 2012                  | NSÍ Runavík           | D1                    | 27          | 14          | 1                     | 1                     | -          | -          | C3                             | 2                              | 0                              | 30    | 15    |
| 2013                  | NSÍ Runavík           | D1                    | 26          | 21          | 3                     | 3                     | -          | -          | -                              | -                              | -                              | 29    | 24    |
| 2014                  | NSÍ Runavík           | D1                    | 27          | 22          | 2                     | 2                     | -          | -          | -                              | -                              | -                              | 29    | 24    |
| 2015                  | NSÍ Runavík           | D1                    | 27          | 21          | 5                     | 4                     | -          | -          | C3                             | 2                              | 1                              | 34    | 26    |
| 2016                  | NSÍ Runavík           | D1                    | 27          | 23          | 4                     | 0                     | -          | -          | C3                             | 2                              | 0                              | 33    | 23    |
| 2017                  | NSÍ Runavík           | D1                    | 27          | 16          | 5                     | 5                     | -          | -          | C3                             | 2                              | 0                              | 34    | 21    |
| 2018                  | NSÍ Runavík           | D1                    | 22          | 13          | 1                     | 0                     | 1          | 0          | C3                             | 2                              | 3                              | 26    | 16    |
| 2019                  | NSÍ Runavík           | D1                    | 27          | 26          | 1                     | 1                     | -          | -          | C3                             | 2                              | 0                              | 30    | 27    |
| 2020                  | NSÍ Runavík           | D1                    | 25          | 17          | 2                     | 1                     | -          | -          | C3                             | 2                              | 3                              | 29    | 21    |
| 2021                  | NSÍ Runavík           | D1                    | 26          | 16          | 4                     | 5                     | 1          | 1          | C4                             | 1                              | 0                              | 32    | 22    |
| 2022                  | NSÍ Runavík           | D1                    | 25          | 9           | 1                     | 0                     | -          | -          | C4                             | 2                              | 0                              | 28    | 9     |
| 2023                  | Breiðablik Kópavogur  | D1                    | 20          | 6           | 4                     | 4                     | -          | -          | C1C3C4                         | 14                             | 3                              | 38    | 13    |
| 2024                  | NSÍ Runavík           | D1                    | 20          | 9           | 1                     | 2                     | -          | -          | C1                             | -                              | -                              | 21    | 11    |
| Total sur la carrière | Total sur la carrière | Total sur la carrière | 413         | 245         | 38                    | 29                    | 2          | 1          | -                              | 38                             | 10                             | 491   | 285   |

## Palmarès

### En club
- Avec le NSÍ Runavík
  - Champion des îles Féroé en 2007
  - Vainqueur de la Supercoupe des îles Féroé en 2008

### Distinctions personnelles
- Meilleur buteur du Championnat des îles Féroé en 2013 (21 buts), 2014 (22 buts), 2015 (21 buts) et 2016 (23 buts)